# KISS Unplugged
KISS Unplugged är ett musikalbum med Kiss, släppt den 12 mars 1996. Det spelades in föregående år för TV-programmet MTV Unplugged. Skivan innebar en återförening då både nya och gamla bandmedlemmar medverkade: Gene Simmons och Paul Stanley samt originalmedlemmarna Ace Frehley och Peter Criss plus Bruce Kulick och Eric Singer. Skivan producerades av Alex Coletti. Man gjorde också en film av konserten.

## Kuriosa
- Låtarna "Heavens on Fire", "Spit", "Hard Luck Woman", "Got To Choose", "C'mon and Love Me" och "God of Thunder" spelades, men de kom inte med på plattan.

## Låtlista
| Nr  | Titel                    | Sång                    | Längd |
| --- | ------------------------ | ----------------------- | ----- |
| 1.  | Comin' Home              | Stanley                 | 2:51  |
| 2.  | Plaster Caster           | Simmons                 | 3:17  |
| 3.  | Goin' Blind              | Simmons                 | 3:37  |
| 4.  | Do You Love Me?          | Stanley                 | 3:13  |
| 5.  | Domino                   | Simmons                 | 3:46  |
| 6.  | Sure Know Something      | Stanley                 | 4:14  |
| 7.  | A World Without Heroes   | Simmons                 | 2:57  |
| 8.  | Rock Bottom              | Stanley                 | 3:20  |
| 9.  | See You Tonite           | Simmons                 | 2:26  |
| 10. | I Still Love You         | Stanley                 | 6:09  |
| 11. | Every Time I Look at You | Stanley                 | 4:43  |
| 12. | 2,000 Man                | Frehley                 | 5:12  |
| 13. | Beth                     | Criss                   | 2:50  |
| 14. | Nothin' to Lose          | Eric Singer, Criss      | 3:42  |
| 15. | Rock and Roll All Nite   | Simmons, Frehley, Criss | 4:20  |
| 16. | Got to Choose            | Stanley                 | 4:01  |

## Medverkande
- Paul Stanley – akustisk gitarr, sång
- Gene Simmons – akustisk bas, sång
- Bruce Kulick – akustisk gitarr
- Eric Singer – trummor, sång

- Ace Frehley – akustisk gitarr, sång
- Peter Criss – trummor, sång
- Phillip Ashley – piano på "Every Time I Look at You"
- Jon Grindstaff – dirigent, stråkarrangemang på "Every Time I Look at You"